# Cathédrale de l'Immaculée-Conception de Pékin
Pour les articles homonymes, voir Cathédrale de l'Immaculée-Conception.
La cathédrale de l'Immaculée-Conception (宣武门天主堂) de Pékin, connue aussi sous le nom de Nantang (南堂, la cathédrale du sud), se situe près de l'arrêt Xuanwumen du métro de Pékin. L'édifice actuel, de style néobaroque, date de 1904. C'est le siège archiépiscopal de Mgr Joseph Li Shan (installé en 2007), l'un des quelques évêques chinois reconnus à la fois par le Saint-Siège et par l'Église patriotique de Chine
Elle est, depuis 1996, sur la liste des sites historiques et culturels majeurs protégés au niveau national, sous le numéro de catalogue 165.

## Histoire

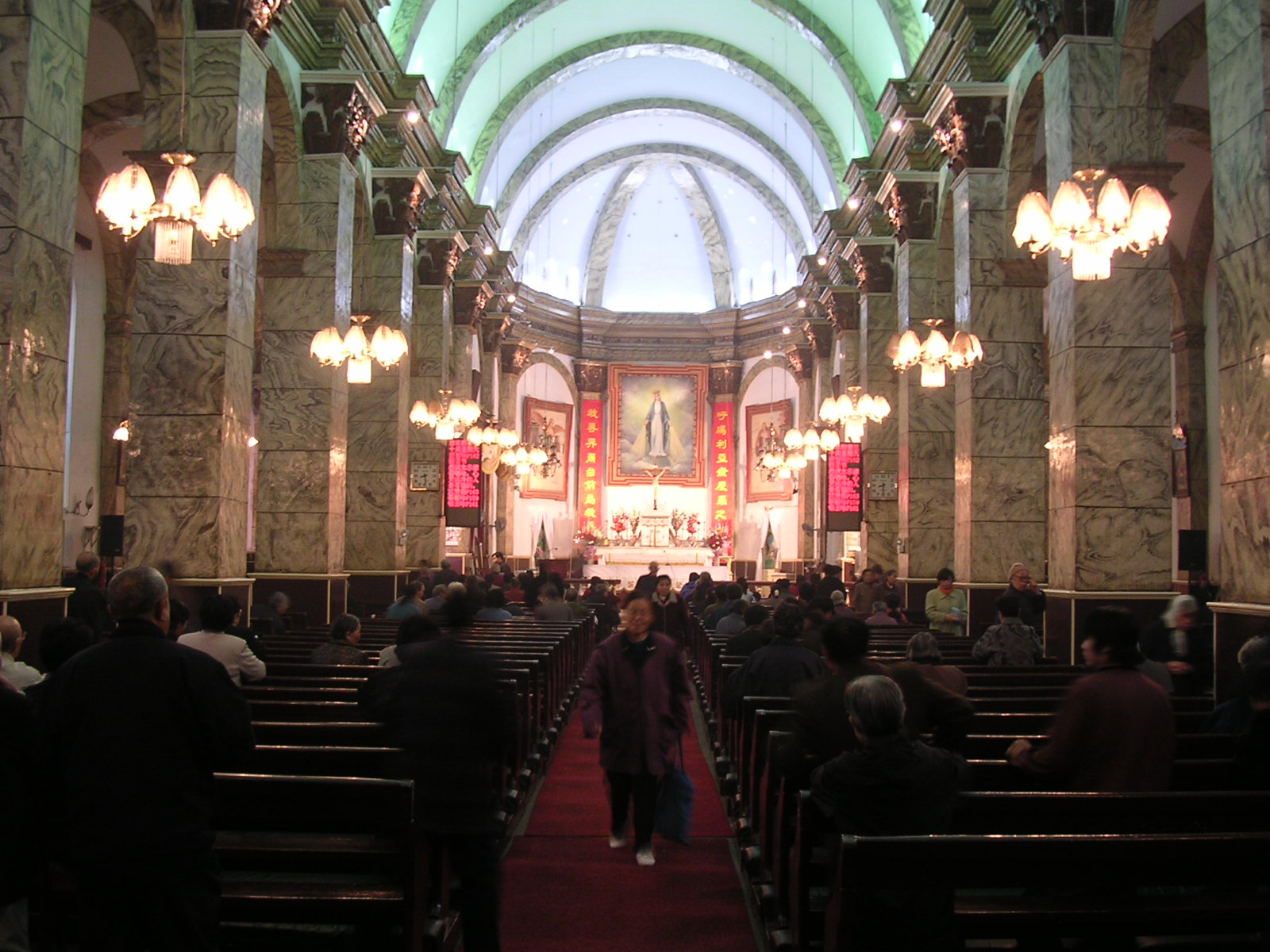
Vue de l'intérieur.

Le bâtiment actuel date de 1904 et constitue la quatrième église construite en ce lieu.
La première, datant de 1605, a été agrandie en 1703 puis détruite par deux séismes, en 1720 et 1730 et un incendie en 1775.
La construction suivante, la troisième, qui avait été rouverte en 1860 par l'évêque français Mgr Joseph-Martial Mouly, a été rasée le 14 juin 1900 pendant la révolte des Boxers.